# Лагань
Лага́нь (калм. Лагань) — город (с 1963 г.) в Республике Калмыкия в Российской Федерации. Административный центр Лаганского района. Образует Лаганское городское муниципальное образование.
Второй по численности населения город Калмыкии и третий среди населенных пунктов (после Элисты и Троицкого).

## Этимология
Название города происходит от названия острова, на котором он был построен и связано, видимо, с характером почвы морского набережья, по преимуществу песчаной, топкой, лагунной. Морские волны постоянно намывают вдоль побережья, особенно в заводях, песчаные дюны, за которыми задерживается вода в период спада, образуя старицы, топкие, мелководные лагуны. Такие места по-калмыцки называют «ла», что значит илистое болото, ил. В настоящее время остров стал частью большой земли.

## История
Поселение на острове Лагань возникло как посёлок крестьян-переселенцев из центральной России, его основание относится к 1870—1873 годам. Коллежский асессор Гиппиус, посетивший в 1889 году Лагань, писал: 
«Поселок Лаганский — самый крайний на западе поселок Астраханского уезда, расположен в открытом море, на острове того же имени, который составляет часть Калмыцкой степи. Других русских поселений в Лагани нет, если не считать существующих здесь двух промыслов (морских ватаг). Остальное население острова составляет небольшое число кочующих калмыков. Поселок Лаганский сравнительно недавнего происхождения. Образование его относится к 70-м годам…».
Тем не менее Лагань упоминается в Списке населённых мест Астраханской губернии 1861 года, составленном по сведениям за 1859 год. Согласно Списку в 1859 году в Лагани проживало 10 душ мужского и 5 женского пола. Поселение относилось к Астраханскому уезду Астраханской губернии.
В 1873 году в Лагани был освящён православный храм Николая Угодника — покровителя моряков. В 1885 году рыбопромышленником Эренбетовым был основан Лаганский рыбный промысел. В 1902 году была открыта почта, в 1905 году — телеграф. К 1914 году Лагань стала центром Лаганской волости, в посёлке имелось 375 дворов, проживало 1030 мужчин и 934 женщины.
В в период Гражданской войны в 1918—1919 годах здесь дислоцировался штаб Кавказско-Каспийского фронта сил красных. Затем, летом 1919 года красные бросив оружие и технику бежали из города под ударами наступавших белых частей: отряда генерала Даниила Павловича Драценко и частей Каспийской флотилии Добровольческой армии под командованием капитана 1-ранга Константина Карловича Шуберта, наступавших с целью блокады и взятия Астрахани. Белые удерживали город до осени 1919 года.
В 1927 году Лагань вместе с посёлками Лаганской округи (Ракуши, Актрык, Мангут, Алабуга и др.) включена в состав образованной в 1920 году Калмыцкой автономной области. В 1929 году в посёлке организуется рыболовецкий колхоз «Каспиец». В 1936 году заработал Прикаспийский рыбокомбинат. С 4 декабря 1938 года Лагань — рабочий посёлок.
После депортации калмыцкого народа и ликвидации автономной республики в 1944 году рабочий посёлок Лагань был переименован в Каспийский. Это название сохранилось и при восстановлении калмыцкой автономии в 1957 году. В 1962 году рыбоконсервный комбинат преобразуется в мясоконсервный и начинает выпускать мясную продукцию. В это же время продолжают свою деятельность судоремонтная механическая станция, райпромбыткомбинат, комбинат бытового обслуживания, нефтегазоразведочная экспедиция, редакция и типография, колхозы «Красный Моряк» и «Каспиец», дорожный ремонтно-строительный участок, ПМК-412, ПМК-6, швейная фабрика.
В 1963 году рабочему посёлку Каспийский присвоен статус города. В том же году начал работу Каспийский машиностроительный завод. В 1991 году городу возвращено историческое название Лагань.

## Физико-географическая характеристика
Лагань расположена в 9 км от побережья Каспийского моря, на Прикаспийской низменности. Расстояние до г. Элисты — 315 км, г. Астрахани — 175 км. Расстояние до Волго-Каспийского морского судоходного канала составляет 41 км. С Каспийским морем город соединен судоходным каналом протяженностью 10 км. Абсолютные отметки высот в пределах города отрицательные и колеблются в пределах 22-23 м ниже уровня моря. Характерной чертой рельефа является чередование обширных равнинных участков с небольшими возвышенностями и незначительными понижениями, что является одной из причин комплексности почвенного покрова.
Роль речной сети выполняет система каналов и водохранилищ, связывающая Волгу и Каспийское море. Все внутренние водоемы имеют накопительно-регулировочное назначение для целей водоснабжения. В городской черте расположены Лаганское и Котельничево водохранилища. Лаганское водохранилище (Большая речка) находится в ложе высохшей Лаганской банки, длина его составляет 1,7 км, полная ёмкость 365 000 м³, площадь 27 га. Объект имеет сброс в Каспийский морской судоходный канал, чем обеспечивается его проточность и возможность регулировать уровень. Котельничево водохранилище (Малая речка) находится в ложе высохшей Котелинской банки. Гидрорежим в водохранилище регулируется тремя плотинами. Длина объекта составляет 3,67 км. У юго-западной окраины города расположен ильмень Лаганский.
Климат
Температура воздуха имеет резко выраженный годовой ход. Самый холодный месяц — январь, но наиболее низкие температуры были зафиксированы в феврале. Абсолютный минимум температур достигает −32 −34˚С. Лето жаркое, наиболее высокая температура отмечена в июле. Абсолютный максимум достигает 40˚С. Среднегодовое количество выпадающих осадков крайне низкое, колеблется в пределах 200—217 мм.
Среднегодовая скорость ветра — 5,4 м/с. Наибольшие скорости ветра отмечаются в феврале — апреле. При сильных штормовых восточных ветрах над Каспием вода может распространяться вглубь материка на 40-50 км. В среднем за год бывает 18 дней с сильным ветром, максимальный показатель — 61 день.
| Показатель              | Янв.  | Фев.  | Март  | Апр. | Май  | Июнь | Июль | Авг. | Сен. | Окт.  | Нояб. | Дек.  | Год   |
| ----------------------- | ----- | ----- | ----- | ---- | ---- | ---- | ---- | ---- | ---- | ----- | ----- | ----- | ----- |
| Абсолютный максимум, °C | 8,0   | 10,1  | 16,8  | 25,2 | 29,9 | 34,0 | 34,5 | 35,1 | 29,9 | 24,6  | 15,2  | 10,4  | 35,1  |
| Средняя температура, °C | −2,3  | −2,4  | 2,8   | 11,0 | 17,6 | 22,9 | 25,4 | 24,4 | 18,3 | 11,5  | 4,4   | −0,6  | 11,0  |
| Абсолютный минимум, °C  | −27,4 | −24,7 | −19,3 | −2,4 | 6,1  | 11,4 | 15,3 | 13,2 | 2,4  | −11,2 | −20   | −22,6 | −27,4 |
| Норма осадков, мм       | 13    | 11    | 17    | 24   | 28   | 30   | 24   | 21   | 16   | 16    | 16    | 17    | 233   |
| Источник:               |       |       |       |      |      |      |      |      |      |       |       |       |       |

| Температура воды в Каспийском море близ Лагани | Температура воды в Каспийском море близ Лагани | Температура воды в Каспийском море близ Лагани | Температура воды в Каспийском море близ Лагани | Температура воды в Каспийском море близ Лагани | Температура воды в Каспийском море близ Лагани | Температура воды в Каспийском море близ Лагани | Температура воды в Каспийском море близ Лагани | Температура воды в Каспийском море близ Лагани | Температура воды в Каспийском море близ Лагани | Температура воды в Каспийском море близ Лагани | Температура воды в Каспийском море близ Лагани | Температура воды в Каспийском море близ Лагани | Температура воды в Каспийском море близ Лагани |
| Месяц                                          | Янв                                            | Фев                                            | Мар                                            | Апр                                            | Май                                            | Июн                                            | Июл                                            | Авг                                            | Сен                                            | Окт                                            | Ноя                                            | Дек                                            | Год                                            |
| Абсолютный максимум                            | 6,5 °C                                         | 5,2 °C                                         | 14,2 °C                                        | 23,0 °C                                        | 29,0 °C                                        | 32,7 °C                                        | 32,6 °C                                        | 31,8 °C                                        | 28,4 °C                                        | 23,7 °C                                        | 16,8 °C                                        | 9,0 °C                                         | 32,7 °C                                        |
| Средняя                                        | 0,8 °C                                         | 1,0 °C                                         | 4,1 °C                                         | 12,6 °C                                        | 19,6 °C                                        | 24,4 °C                                        | 26,3 °C                                        | 25,3 °C                                        | 20,2 °C                                        | 13,0 °C                                        | 6,1 °C                                         | 1,8 °C                                         | 12,9 °C                                        |
| Абсолютный минимум                             | −0,2 °C                                        | -0,2 °C                                        | -0,1 °C                                        | 0,4 °C                                         | 10,3 °C                                        | 15,9 °C                                        | 17,6 °C                                        | 17,2 °C                                        | 9,8 °C                                         | 1,1 °C                                         | 0,0 °C                                         | -0,1 °C                                        | −0,2 °C                                        |
| ---------------------------------------------- | ---------------------------------------------- | ---------------------------------------------- | ---------------------------------------------- | ---------------------------------------------- | ---------------------------------------------- | ---------------------------------------------- | ---------------------------------------------- | ---------------------------------------------- | ---------------------------------------------- | ---------------------------------------------- | ---------------------------------------------- | ---------------------------------------------- | ---------------------------------------------- |

Часовой пояс
Лагань, как и вся Республика Калмыкия, находится в часовой зоне МСК (московское время). Смещение применяемого времени относительно UTC составляет +3:00.

## Население
| 1859    | 1897    | 1904    | 1908    | 1914    | 1939    | 1959    | 1970    | 1979    | 1989    | 1992    | 1996    |
| ------- | ------- | ------- | ------- | ------- | ------- | ------- | ------- | ------- | ------- | ------- | ------- |
| 15      | ↗900    | ↘180    | ↗1354   | ↗1954   | ↗8598   | ↗10 826 | ↗13 922 | ↗14 456 | ↗15 824 | ↗16 300 | ↘15 600 |
| 1998    | 2000    | 2001    | 2002    | 2003    | 2005    | 2006    | 2007    | 2008    | 2009    | 2010    | 2011    |
| ↘15 400 | ↘15 300 | →15 300 | ↘14 345 | ↘14 300 | →14 300 | →14 300 | →14 300 | ↘14 100 | ↘13 909 | ↗14 323 | ↘14 300 |
| 2012    | 2013    | 2014    | 2015    | 2016    | 2017    | 2018    | 2019    | 2020    | 2021    | 2024    | 2025    |
| ↘13 973 | ↘13 714 | ↘13 493 | ↘13 258 | ↘13 170 | ↘13 137 | ↘13 125 | ↘12 932 | ↘12 769 | ↗13 834 | ↗13 919 | ↘13 756 |

На 1 января 2025 года по численности населения город находился на 812-м месте из 1124 городов Российской Федерации.
Национальный состав
| Народ                                                                     | 1939 год чел.  | 2010 год чел.  |
| ------------------------------------------------------------------------- | -------------- | -------------- |
| Калмыки                                                                   | 867 (10,1 %)   | 7 188 (50,2 %) |
| Русские                                                                   | 6 931 (80,6 %) | 5 468 (38,2 %) |
| Казахи                                                                    | 578 (6,7 %)    | 1 124 (7,9 %)  |
| Татары                                                                    | 79 (0,9 %)     | 195 (1,4 %)    |
| Показаны народы c численностью более 100 человек по состоянию на 2010 год |                |                |

По итогам переписи населения 2020 года проживали следующие национальности (национальности менее 0,1 % и другое см. в сноске к строке «Другие»):
| Национальность | Численность, чел. | Доля     |
| -------------- | ----------------- | -------- |
| Калмыки        | 7032              | 50,83 %  |
| Русские        | 4767              | 34,46 %  |
| Казахи         | 1111              | 8,03 %   |
| Татары         | 145               | 1,05 %   |
| Рутульцы       | 38                | 0,27 %   |
| Украинцы       | 30                | 0,22 %   |
| Узбеки         | 29                | 0,21 %   |
| Лезгины        | 28                | 0,20 %   |
| Даргинцы       | 26                | 0,19 %   |
| Корейцы        | 24                | 0,17 %   |
| Чеченцы        | 19                | 0,14 %   |
| Аварцы         | 15                | 0,11 %   |
| Другие         | 570               | 4,12 %   |
| Итого          | 13 834            | 100,00 % |

## Экономика
В городе действуют предприятия пищевой промышленности, топливно-энергетического комплекса, сельского хозяйства, предприятия розничной торговли и сферы услуг. Наиболее многочисленна группа предприятий пищевой промышленности. Среди них доминируют предприятия по обеспечению сохранения и первичной обработки мяса рыбы, скота и птицы. В городе расположено нефтедобывающее управление — ЗАО НК «Калмпетрол».
Важное значение в экономике города имеют предприятия рыбодобычи и рыбопереработки (ОАО «Лаганский РПК», ОАО «Лаганский осетровый рыборазводной завод», ОАО «Лаганское осетровое товарное хозяйство» и др.).
Важную роль в продовольственном комплексе Лагани занимает животноводство. Для города характерна очень высокая степень концентрации поголовья сельскохозяйственных животных в хозяйствах населения. Большая часть в личных подсобных хозяйствах принадлежит овцам и КРС.
Одним из направлений развития экономики Лагани является туризм. Город интересен близостью к Каспию. В районе города располагаются обширные площади цветения розового лотоса. Имеются условия для парусного спорта и рыбалки.
В конце 20 века в районе Лагани был построен участок Каспийской оросительной системы.

## Транспорт
Транспортный узел автодорог республиканского значения: Лагань — Джалыково — Лиман и Р263 Лагань — Комсомольский — Будённовск — Георгиевск. Расстояние до ближайшей железнодорожной станции Улан-Хол, находящейся в административных границах района — 41 км.
В планах строительство порта Лагань.

## Религия
Буддизм
- Лаганский хурул. Открыт 27 мая 1995 года. Его Святейшество Далай-лама XIV во время своего визита в республику в сентябре 1992 года освятил строящийся хурул и подарил танку — икону с изображением Будды Шакьямуни[46].
- Ступа Просветления. Открыта на территории хурула в 2009 году.
- Лотосовая ступа с молитвенным барабаном кюрде. Открыта в 2011 году. Расположена в городском парке[47].
- 13,5-метровая статуя Будды Майтреи.

Русская православная церковь
- Церковь святителя Николая Чудотворца. Освящёна в 2011 году[48]. Расположена на берегу канала.
- Храм иконы Божией Матери «Живоносный Источник».

## Достопримечательности
Застройка города преимущественно одноэтажная. Жилой фонд повышенной этажности представлен только в центре и в северо-восточной части города, на территории микрорайона.
- Лаганский филиал Калмыцкого республиканского краеведческого музея им. Н. Н. Пальмова (основан 3 ноября 1977 года)
- Памятник Аюка-Хану на ул. Советская.
- Памятник Будде на ул. Советская.
- Памятник Рыбаку (в честь основателя города Лагань) возле Дома школьника.
- Хурул (статуя Будды Мантрея)
- Парк "мелодия Каспия" улица им.Баташова
- Парк имени Ленина (административная площадь)